# Famille de Bellaigue de Bughas
La famille de Bellaigue de Bughas est une famille subsistante de l'ancienne bourgeoisie française.
Elle compte parmi ses membres plusieurs conseillers au présidial de Clermont-Ferrand sous l'Ancien Régime, mais aussi un consul général de France au XIXe siècle, un historien d'art, un journaliste, des éleveurs de trotteurs et des hommes politiques.

## Histoire
Gustave Chaix d'Est-Ange écrit que cette famille est anciennement connue dans l'aristocratie de l'Auvergne et que des auteurs ont cherché à la rattacher à une famille noble du même nom qui vivait aux XIVe et XVe siècles dans la même région. Il ajoute qu'elle est une branche ayant dérogé. Philippe du Puy de Clinchamps pour sa part ne mentionne pas cette éventualité d'une branche qui aurait pu déroger et écrit que des généalogistes ont cherché à rattacher cette famille à une ancienne maison de ce nom en Auvergne aux XIVe siècle et XVe siècle.
Gustave Chaix d'Est-Ange écrit également que l'un de ses membres signa l'adresse des notables de Clermont-Ferrand envoyée au roi Henri IV en 1589 et que la filiation débute dans les premières années du XVIIe siècle. Il écrit enfin : « Bien qu'on ne connaisse pas à la famille Bellaigue de principe d'anoblissement et qu'elle n'a pas pris part aux assemblées de la noblesse en 1789, ses membres ont pris des qualifications nobiliaires au XVIIIe siècle ».

## Filiation
Cette filiation est tirée des travaux de Gustave Chaix d'Est-Ange :
- Michel Bellaigue, il épouse en 1604 Geneviève Gérauld, entre autres enfants :
  -  ... Bellaigue, il a entre autres enfants :
    -  Guillaume Bellaigue (?-1692), marchand à Clermont-Ferrand, il épouse en 1685 Gabrielle Chauliaguet, il meurt en 1692, sa veuve fait enregistrer son blason à l'Armorial de 1696, entre autres enfants :
      - Pierre Bellaigue, seigneur de Rabanesse, il épouse en 1720 Catherine Chardon, il est pourvu en 1713 de la charge de conseiller au présidial de Clermont-Ferrand, entre autres enfants :
        - René Bellaigue (1729-1767), conseiller au présidial de Clermont-Ferrand, il épouse en 1755 Suzanne Morin, héritière de la terre de Bughas, entre autres enfants :
          - Jacques-François Bellaigue de Bughas (1757-?), conseiller au présidial de Clermont-Ferrand, il épouse en 1787 mademoiselle d'Astier, d'où descendance actuelle

## Personnalités
- Alexandre Jacques de Bellaigue de Bughas (1834-1913), consul de France à Gdansk de 1870 à 1872.
- Sir Geoffrey de Bellaigue de Bughas (1931-2013), historien d'art. Surveyor of the Queen's Works of Art.
- Dominique de Bellaigue de Bughas (1943), personnalité du monde hippique, président de la Société d'encouragement à l'élevage du cheval français de 1997 à 2019, commandeur de la Légion d'honneur (2020)[3].
- Christopher de Bellaigue (1971), journaliste.

## Alliances
Les principales alliances de la famille de Bellaigue de Bughas sont : Gérauld (1604), Ferrand (1639), Chauliaguet (1685), de Chardon des Roys (1720), Morin (1755), d'Astier (1787 ou 1789), Teillard d'Eyry (1813), Bérard de Chazelles de La Bussière (1819), d'Eimard de Jabrun (1828), Dumas de La Culture (1853), du Bois de Beauchesne (1862), dee Malet de La Védrine (1863), Dufournel (1880), de Villelume (1891), Falcon de Longevialle (1896), Beaudenom de Lamaze (1923), de Romanet de Beaune (1924), Lecourt d'Hauterive (1946).

## Armes, devise
Le armes de la famille se blasonnent ainsi : D'or à un chef d'azur chargé de trois étoiles d'argent, à la rivière d'azur posée en pointe.
- Couronne : comte[1]
- Devise : Deoque regique fides[1]
- Titres : comtes et vicomtes de Bughas, titres non réguliers portés depuis la fin du XIXe siècle[réf. nécessaire]